# Poul Hansen
Poul Henrik Peder Hansen (Ubberud, Odense, Syddanmark, 20 d'octubre de 1891 – Aarhus, 29 d'octubre de 1948) va ser un lluitador danès, especialista tant en lluita grecoromana com en lluita lliure, que va competir a començaments del segle xx.
El 1920 va prendre part en els Jocs Olímpics d'Anvers, on va guanyar la medalla de plata en la competició del pes pesant del programa de lluita grecoromana.
Quatre anys més tard, als Jocs d'Anvers, quedà eliminat en quarts de final en les proves de pes pesant de lluita grecoromana i pes semipesant de lluita lliure del programa de lluita.